# The Mall (Londra)

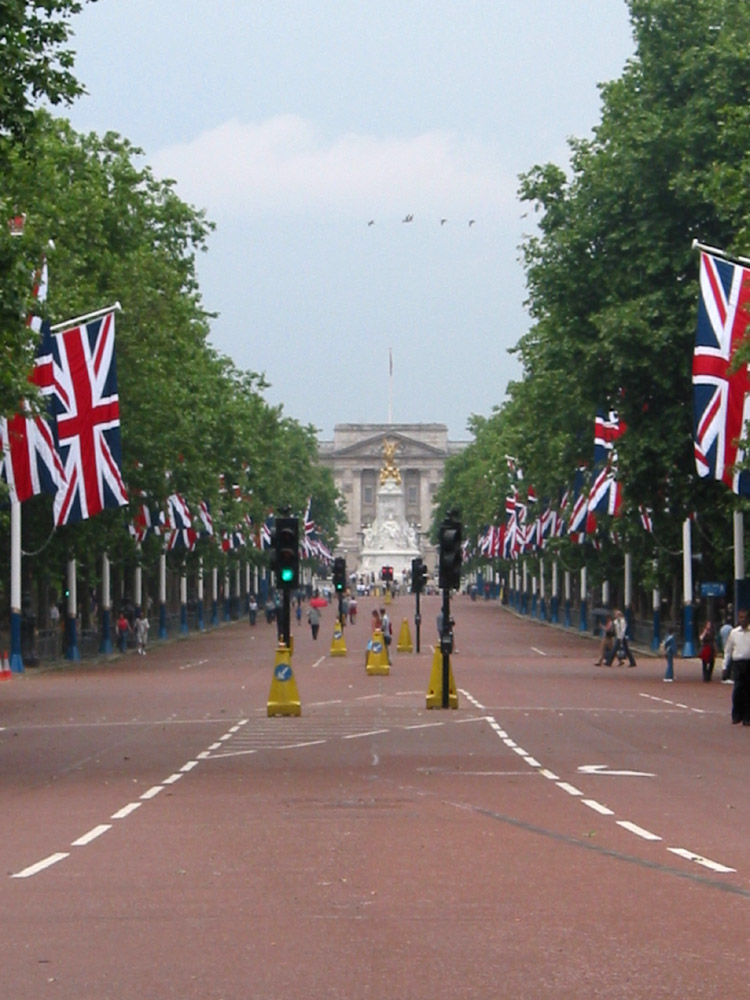
Prospettiva verso Buckingham Palace del Mall di Londra

The Mall (/mæl/) a Londra è un ampio viale che unisce da ovest a est Buckingham Palace all'Admiralty Arch, nei pressi di Trafalgar Square. Ha una lunghezza di circa 1 km e attraversa gli Spring Gardens, che sono stati nel corso degli anni sede del Metropolitan Board of Works e del London County Council. Il viale è chiuso al traffico la domenica e i giorni festivi, oltre che in occasione di cerimonie.
Il Victoria Memorial, dedicato alla Regina Vittoria, è posto subito davanti ai cancelli di Buckingham Palace, mentre l'Admiralty Arch, al limite opposto del viale, conduce nella piazza. Immediatamente a sud del Mall si trova St. James's Park, mentre sul lato nord ci sono Green Park e il Palazzo di St. James. Al limite orientale del viale si trova Horse Guards Parade, la sede delle guardie reali a cavallo, dove si svolge la tradizionale parata chiamata "Trooping the Colour". All'inizio e alla fine della parata, i membri della famiglia reale britannica vengono scortati nella carrozza lungo il viale, e le guardie reali a cavallo e a piedi marciano lungo il viale, suonando le marce.

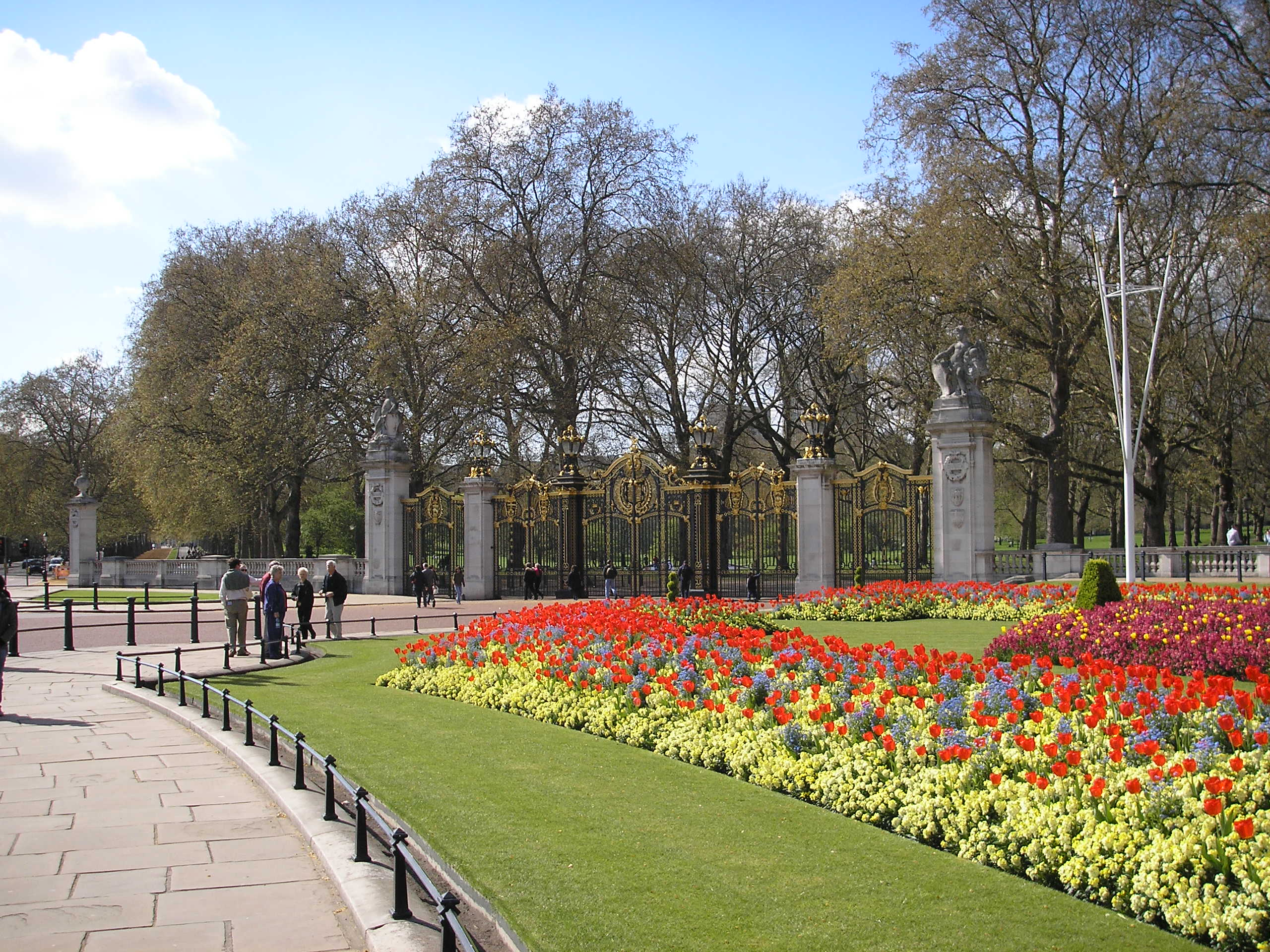
Aiuole fiorite del Mall di Londra

Il Mall fu creato come strada cerimoniale tra la fine del XIX secolo e l'inizio del XX, contemporaneamente ad altre realizzazioni simili come il National Mall di Washington, D.C. e i Campi Elisi di Parigi. Tali strade avevano lo scopo di ospitare le grandi cerimonie nazionali nell'epoca del nazionalismo. Con lo sviluppo della strada, progettata da Sir Aston Webb, fu costruita una nuova facciata per Buckingham Palace e fu eretto il Victoria Memorial. È una leggenda metropolitana che in caso di emergenza o evento catastrofico che possa mettere in pericolo il Sovrano o altri membri del Governo, il Mall possa essere velocemente trasformato in via di fuga temporanea.

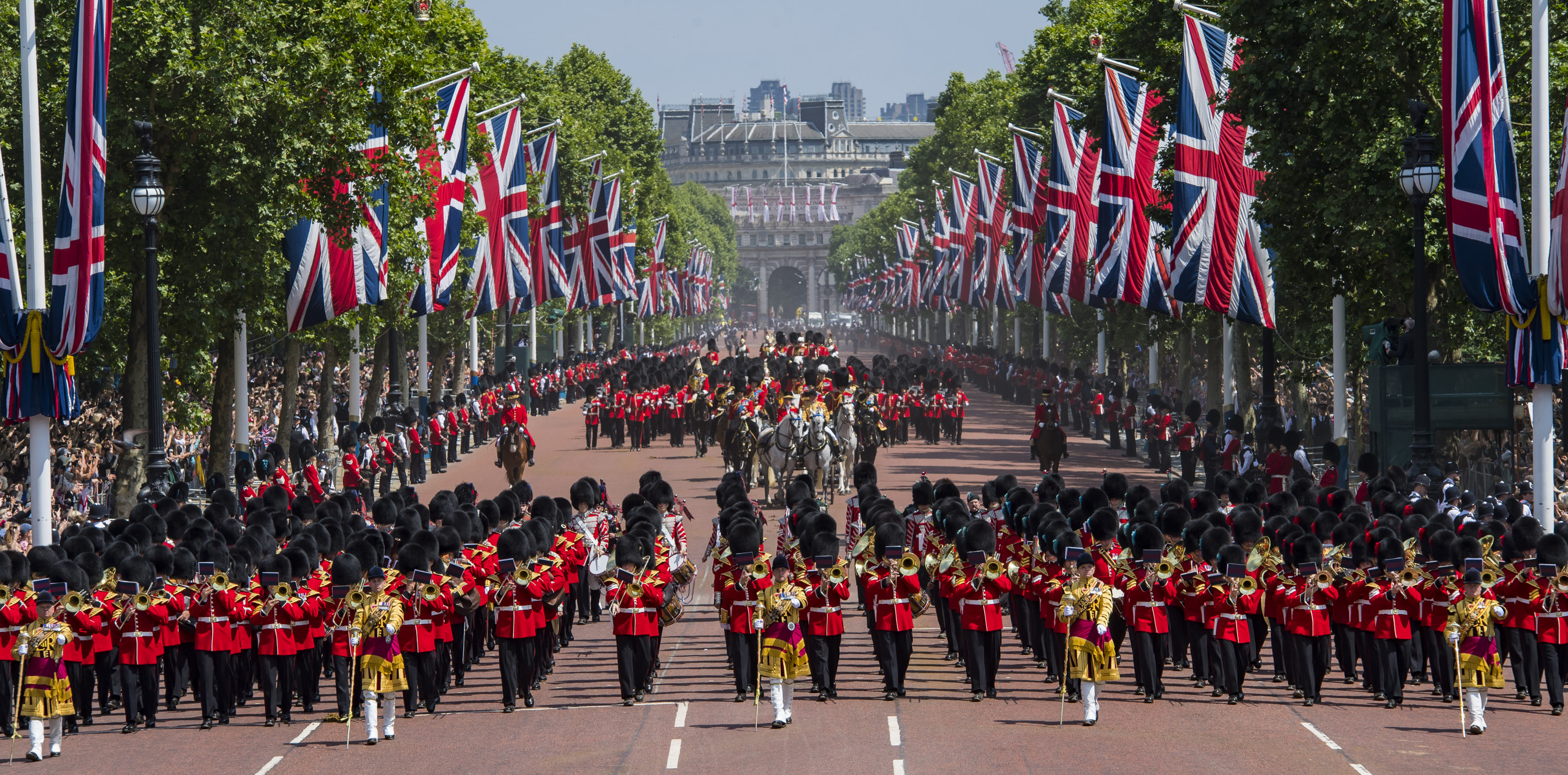
Soldati marciando lungo il Mall a Trooping the Colour

Durante le visite di stato nel Regno Unito, il monarca e il capo di stato in visita vengono scortati nella carrozza di stato lungo il Mall e la strada è decorata con le Union Flags e le bandiere del paese il cui capo di stato è in visita. Nel 2002, durante le cerimonie per i 50 anni di regno di Elisabetta II, più di un milione di persone affollarono il viale per il saluto della famiglia reale dal balcone di Buckingham Palace. Ed ancora nel 2012, durante le cerimonie per il Giubileo di Diamante per i 60 anni di regno di Elisabetta II, più di un milione di persone affollarono il viale per il saluto della famiglia reale dal balcone di Buckingham Palace.

## Etimologia e pronuncia
Il nome mall deriva dal gioco "pall mall", in voga in Inghilterra nel XVII secolo, che consisteva nello spingere per mezzo di un mazzuolo (mallet in inglese) una palla lungo un vicolo e nel farle attraversare un cerchio sollevato da terra col minor numero di colpi. Il nome pall mall deriva a sua volta dall'italiano pallamaglio attraverso il francese ballemaille. Pall Mall è attualmente il nome di un'altra via del centro di Londra, sede di molti tipici club londinesi, più prossima del Mall (non confondere le due).
La pronuncia londinese classica è [mæl], ma è molto diffusa anche la pronuncia americana [mɔːl].